# Seattle SuperSonics 1980-1981
La stagione 1980-81 dei Seattle SuperSonics fu la 14ª nella NBA per la franchigia.
I Seattle SuperSonics arrivarono sesti nella Pacific Division della Western Conference con un record di 34-48, non qualificandosi per i play-off.

## Roster
| N° | Naz.                   | Ruolo | Sportivo        | Anno | Alt. | Peso |
| -- | ---------------------- | ----- | --------------- | ---- | ---- | ---- |
| 8  | Stati Uniti (bandiera) | AC    | Lonnie Shelton  | 1955 | 203  | 109  |
| 10 | Stati Uniti (bandiera) | G     | Rudy White      | 1953 | 188  | 88   |
| 15 | Stati Uniti (bandiera) | G     | Vinnie Johnson  | 1956 | 188  | 91   |
| 20 | Stati Uniti (bandiera) | AC    | James Bailey    | 1957 | 206  | 100  |
| 21 | Stati Uniti (bandiera) | C     | Dennis Awtrey   | 1948 | 208  | 107  |
| 22 | Stati Uniti (bandiera) | GA    | Bill Hanzlik    | 1957 | 201  | 84   |
| 24 | Stati Uniti (bandiera) | G     | Armond Hill     | 1953 | 193  | 86   |
| 27 | Stati Uniti (bandiera) | A     | John Johnson    | 1947 | 201  | 91   |
| 32 | Stati Uniti (bandiera) | G     | Fred Brown      | 1948 | 191  | 83   |
| 34 | Stati Uniti (bandiera) | A     | Jacky Dorsey    | 1954 | 201  | 104  |
| 34 | Stati Uniti (bandiera) | AC    | John Shumate    | 1952 | 206  | 107  |
| 40 | Stati Uniti (bandiera) | C     | James Donaldson | 1957 | 218  | 125  |
| 42 | Stati Uniti (bandiera) | A     | Wally Walker    | 1954 | 201  | 86   |
| 43 | Stati Uniti (bandiera) | AC    | Jack Sikma      | 1955 | 211  | 104  |
| 44 | Stati Uniti (bandiera) | G     | Paul Westphal   | 1950 | 193  | 88   |

## Staff tecnico
- Allenatore: Lenny Wilkens
- Vice-allenatori: Les Habegger, Bob Kloppenburg